# Церковь Святого Бонифация (Дортмунд)
Церковь Святого Бонифация (нем. St. Bonifatius Kirche) — приходская католическая церковь в городе Дортмунде (федеральная земля Северный Рейн — Вестфалия). Церковь находится на пересечении улиц Eintrachtstraße и Bonifatiusstraße в городском районе Innenstadt-Ost между городскими парками Stadewäldchen и Westfalenpark. В 70 метрах южнее церкви проходит федеральная автомобильная трасса B1. Церковь находится под охраной государства как архитектурный памятник.
Церковь сооружена в 1909—1910 годах по проекту архитектора Людвига Беккера в неороманском стиле. Церковь была освящена в честь архиепископа Майнца Бонифация — видного миссионера и реформатора церкви в государстве франков, прославившегося как Апостол всех немцев.
В ходе Второй мировой войны во время союзнических бомбардировок 1944—1945 годов церковь была сильно разрушена и в 1951 году начала сооружаться практически заново по проекту архитектора Эмиля Штеффана. Здание церкви построено в традициях францисканских монастырей, что обусловлено было, по-видимому, частому пребыванию Штеффана в Ассизи. В 1972 году в церкви был установлен орган любекской органной фирмы Эммануэля Кемпера.

## Галерея

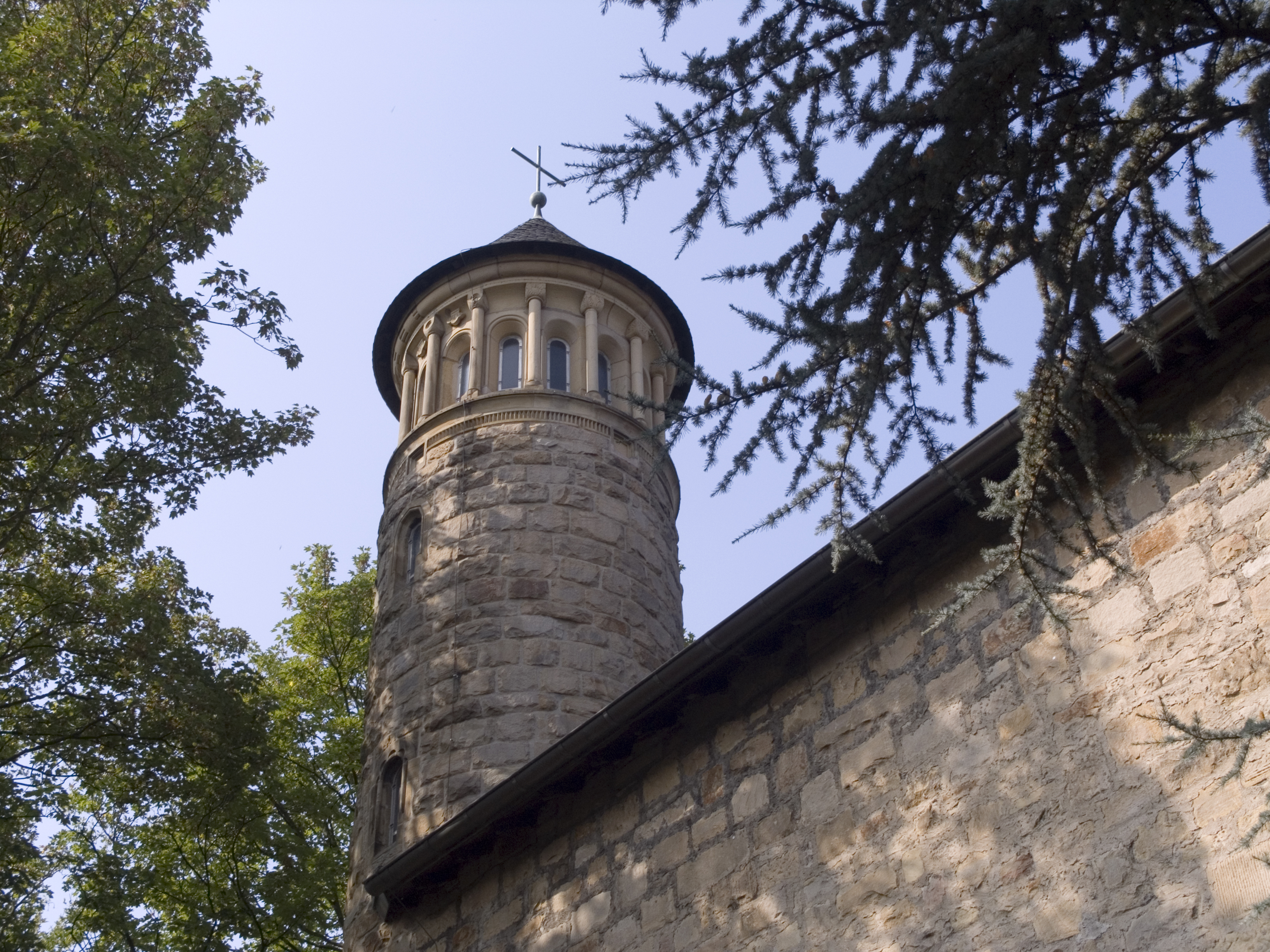
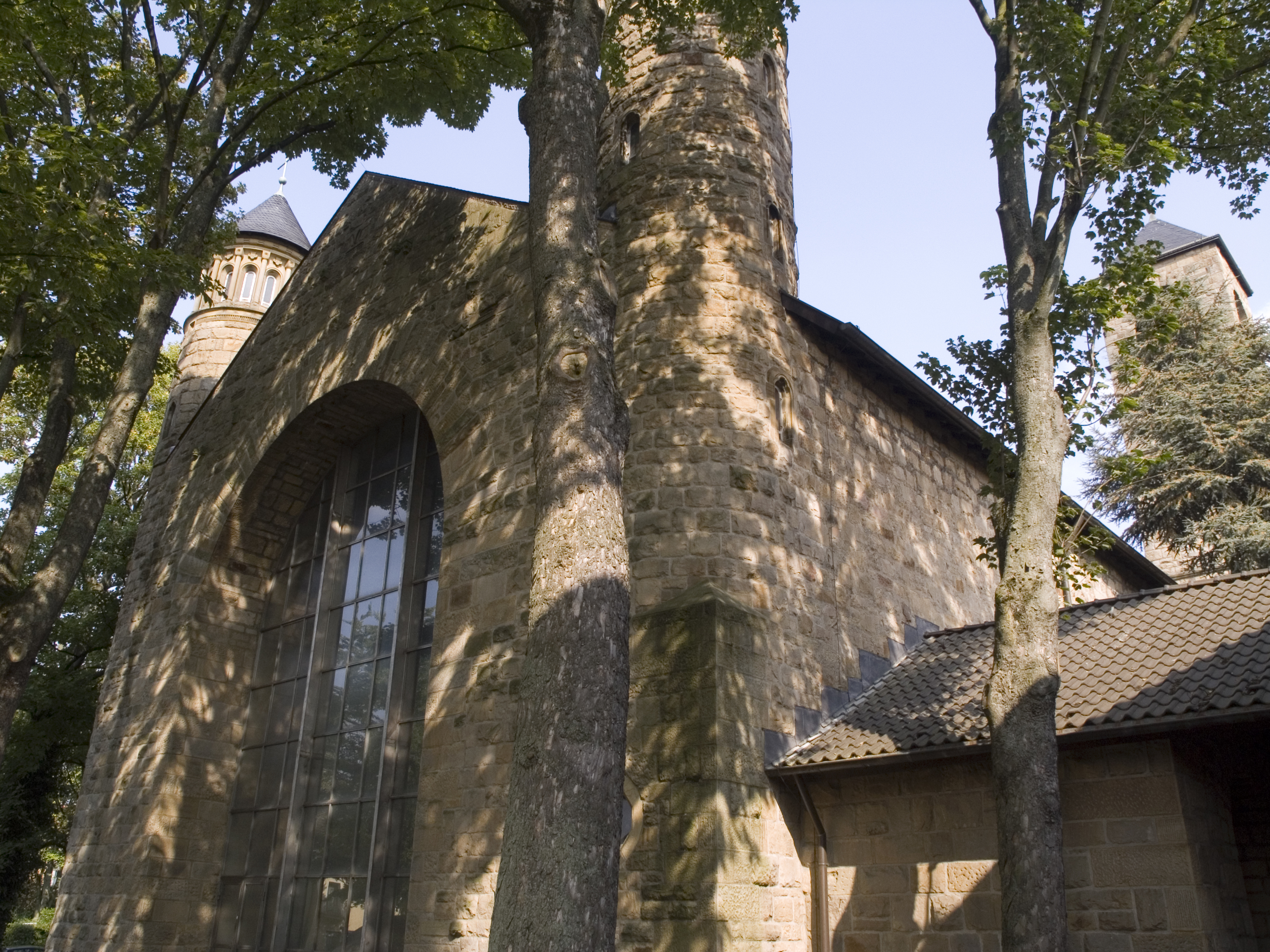
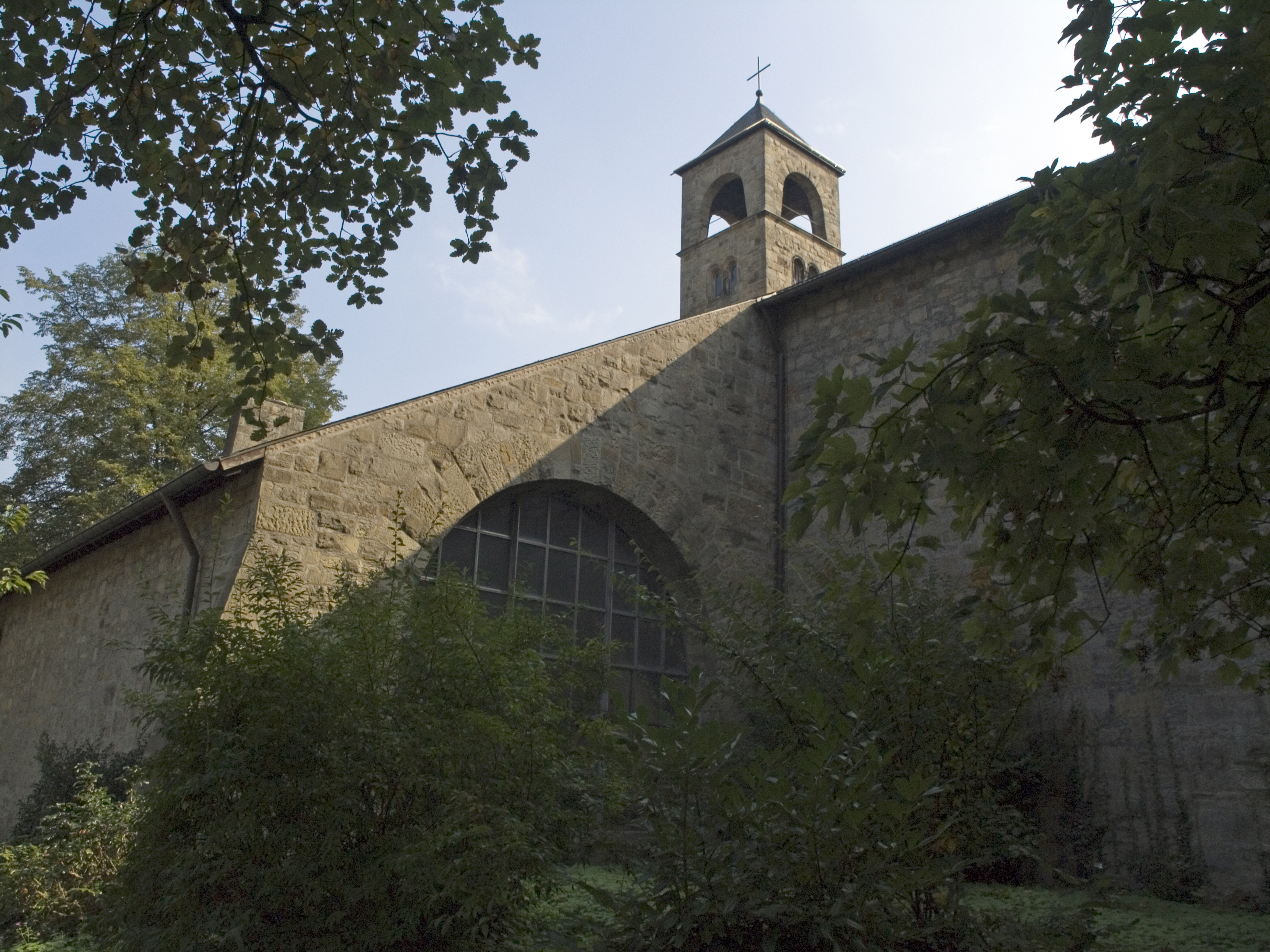
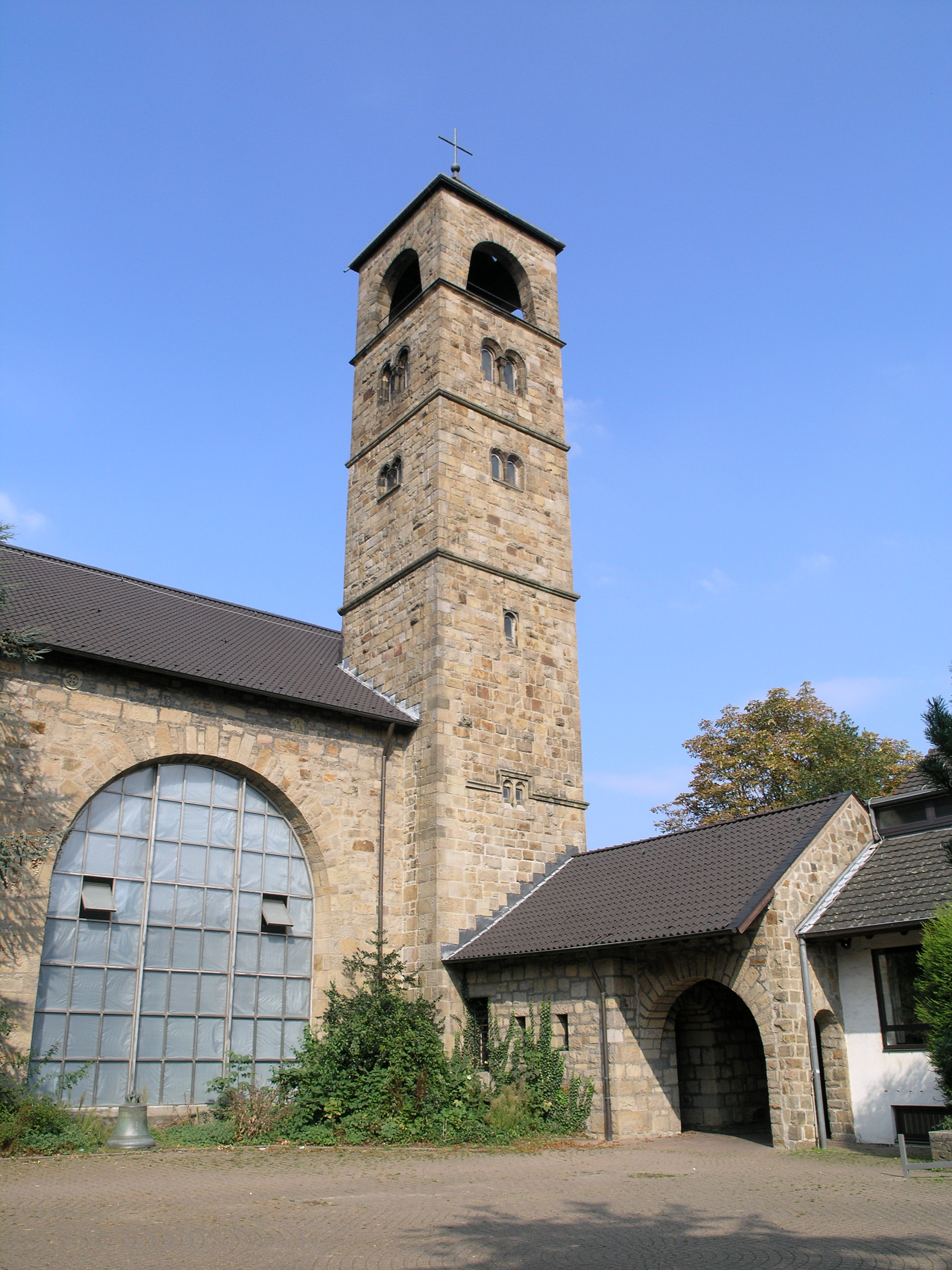
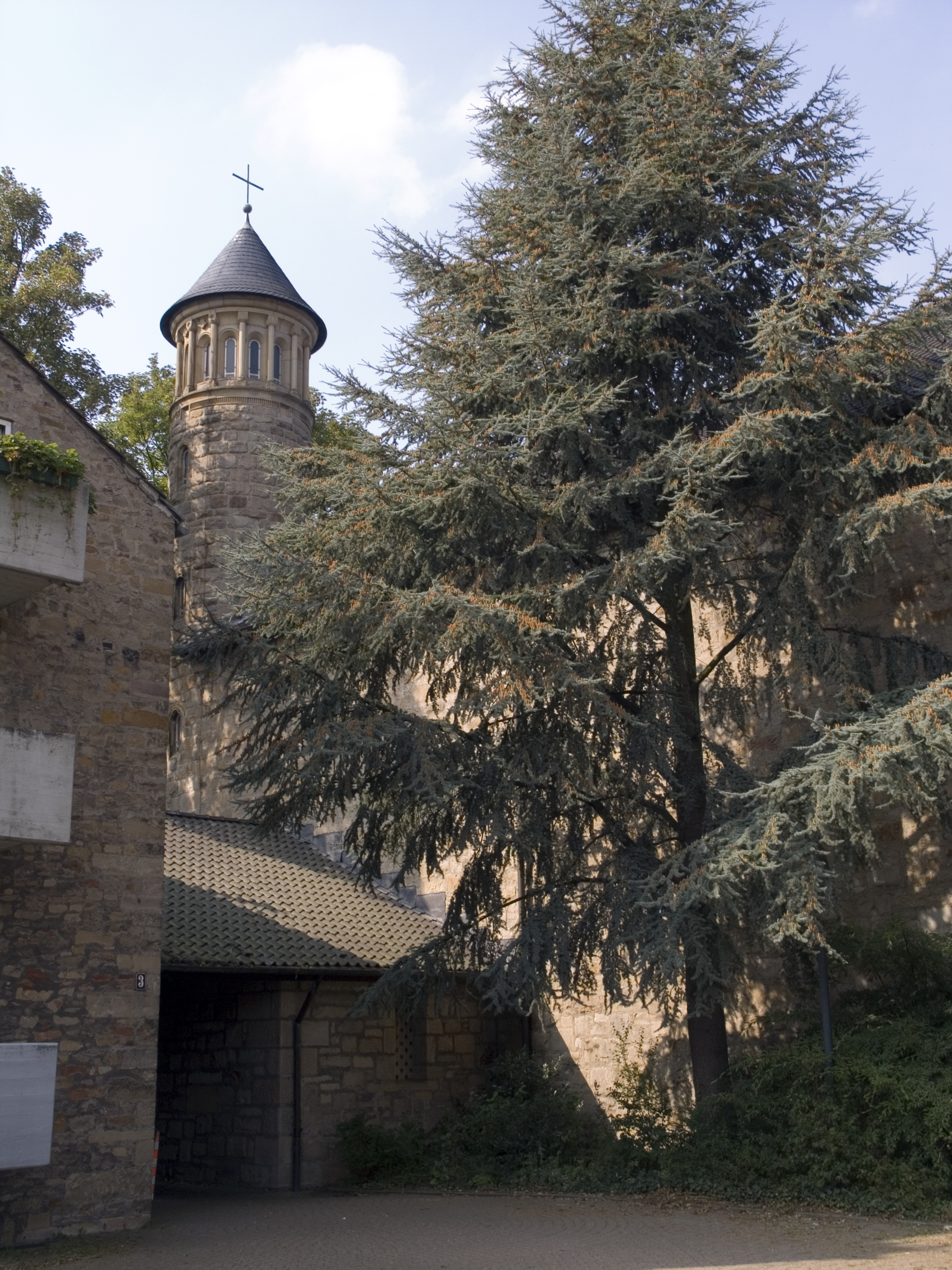
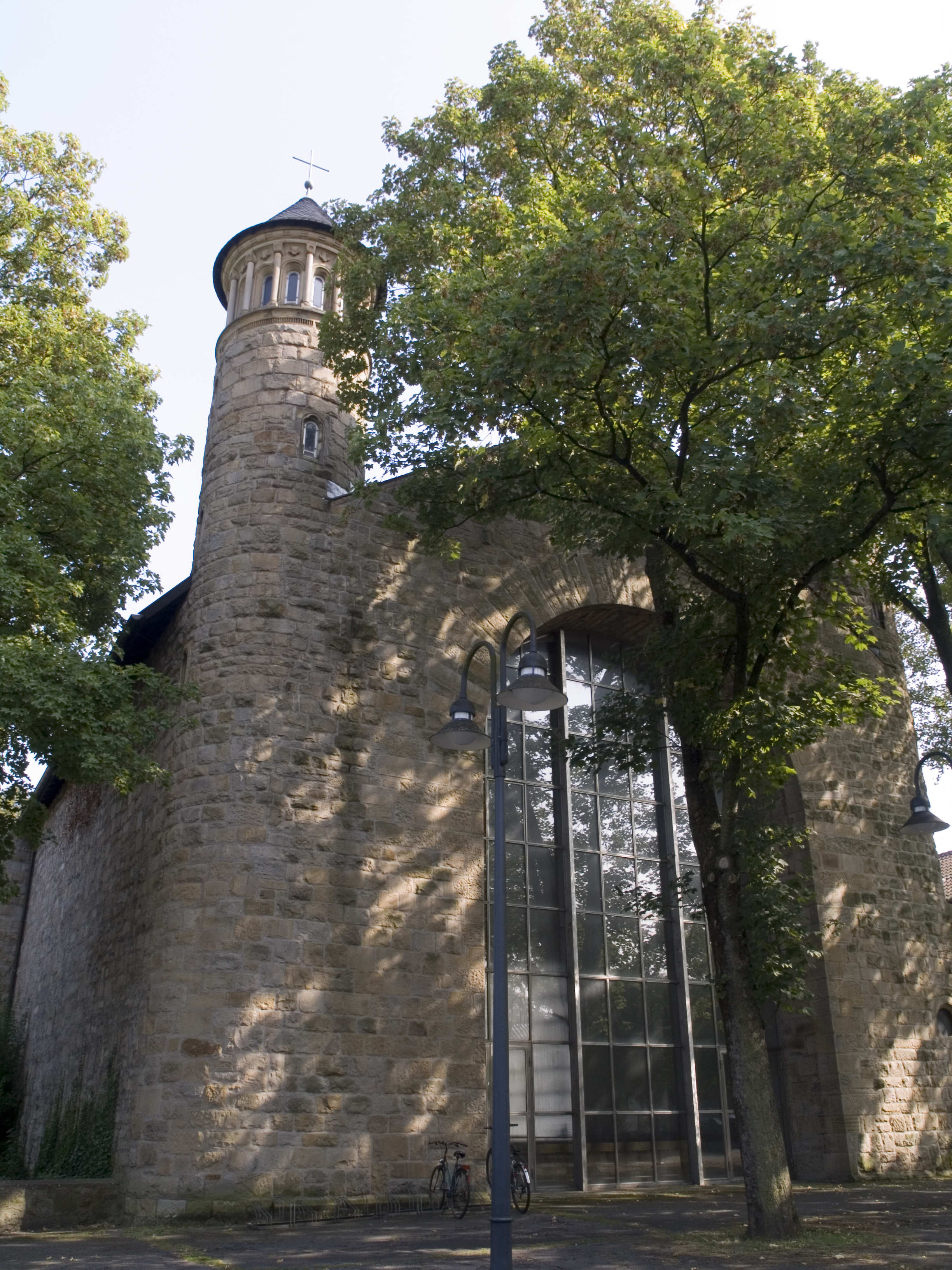